# اکاترینا استپاننکو
اکاترینا استپاننکو (انگلیسی: Ekaterina Stepanenko؛ زادهٔ ۲۱ مهٔ ۱۹۸۳) بازیکن فوتبال اهل روسیه است.
از باشگاه‌هایی که در آن بازی کرده‌است می‌توان به اشاره کرد.
وی همچنین در تیم‌های ملی فوتبال Russia women's national under-19 football team و زنان روسیه بازی کرده‌است.